# Boeing 737 AEW&C
Boeing 737 AEW&C tudi Wedgetail je dvomotorno reaktivno letalo za zgodnje opozarjanje in komandni center. Boeing 737 AEW&C ima nerotirajoči (fiksni) AESA radar, za razliko od E-3, ki je imel rotirajoči pulzno-dopplerjev radar. Wedgetail radar (tudi "top hat") ima manjši zračni upor od rotirajočega. 
Platforma za 737 AEW&C je potniško letalo Boeing 737-700IGW. Radar MESA (Multi-role Electronically Scanned Array) je od ameriškega proizvajalca Northrop Grumman Electronic Systems. Radar se lahko uporablja tudi iskanje in reševanje in skeniranje morja. Največji doseg v "look up" načinu je 600 kilometrov, v načinu "look-down" lahko zazna tarče v velikosti lovca do okrog 370 kilometrov. Če se uporablja za odkrivanje ladij, lahko zazna tarče v velikosti fregate do okrog 240 kilometrov daleč. Hkrati lahko sledi 180 tarčam. 
Radarska antena se lahko uporablja tudi za elektronsko vohunjenje ELINT, največji doseg v tem načinu je 850 kilometrov. 
Izvozni uporabniki so Turčija, Avstralija in Južna Koreja. 
. 

## Specifikacije
Podatki iz Boeing
Splošne karakteristike
- Posadka: 6-10
- Tovor: 43720 lb (19830 kg)
- Dolžina: 110 ft 4 in (33,6 m)
- Razpon kril: 117 ft 2 in (35,8 m)
- Višina: 41 ft 2 in (12,5 m)
- Površina kril: 980 ft² (91 m²)
- Aeroprofil: B737D
- Teža praznega letala: 102750 lb (46606 kg)
- Maks. vzletna teža: 171000 lb (77564 kg)
- Pogon letala: 2 × CFM International CFM56-7B27A turbofan, 27000 lbf (118 kN) vsak

 Zmogljivost 
- Potovalna hitrost: 530 mph (853 km/h)
- Doseg: 3500 nmi (6482 km)
- Višina leta: 41000 ft (12500 m)

Letalska elektronika

- Northrop Grumman večnamenski AESA radar